# Oncocnemis homogena
Oncocnemis homogena là một loài bướm đêm trong họ Noctuidae.